# Pseudabris hingstoni
Pseudabris hingstoni là một loài bọ cánh cứng trong họ Meloidae. Loài này được Blair miêu tả khoa học năm 1927.